# Hans Schüle
Hans Schüle (* 1965 in Neckarsulm) ist ein deutscher Bildhauer und Maler.

## Leben
Nach einer Ausbildung zum Grafiker begann Schüle 1991 ein Studium der Malerei und Grafik an der Akademie der Bildenden Künste München (Meisterschüler 1996 bei Jürgen Reipka) und an der Hochschule der Künste Berlin, das er 1997 abschloss. Schüle lebt und arbeitet in Hohenfels und Berlin.

## Werk
Schüles Werk umfasst in erster Linie Stahlplastiken, die sowohl biomorphe Formen als auch geometrische Elemente aufgreifen. Seine Arbeiten zeichnen sich durch unterschiedliche Beziehungen zum Raum aus: mal interagieren die Plastiken als transparente Membrane mit der Umgebung, mal stehen sie als kompakte Volumina im Raum. Schüles Werk beinhaltet kleinplastische Serien bis hin zu monumentalen Arbeiten im öffentlichen Raum.
Als Ausgangspunkt für Schüles plastische Arbeiten dienen oftmals grafische Werkserien. Diese stellen eine Annäherung an Formen im dreidimensionalen Raum dar und basieren in der Regel auf Scherenschnitten. 
Schüles Arbeiten haben eine ambivalente Wirkung. Die biomorphen Formen stehen im Kontrast zu seinem bevorzugten Material Stahl und dem damit verbundenen, industriell anmutenden Fertigungsprozess.

## Ausstellungen (Auswahl)
- 2002: Hybride, Kunsthalle Wil, CH
- 2004: Musterhaus, Kunstverein Tiergarten, Berlin
- 2007: Die Macht des Dinglichen, Georg Kolbe Museum, Berlin
- 2007: Hybrids, Gallery Jones, Vancouver, CA
- 2007: Sediment, Hospitalhof Stuttgart
- 2009: [element], Galerie der Stadt Tuttlingen
- 2012: Structura, Städtische Museen Heilbronn
- 2014: Stahlplastik in Deutschland – Gestern und Heute, Kunstverein Wilhelmshöhe, Ettlingen
- 2014: Feldversuch, Galerie im Prediger, Schwäbisch Gmünd
- 2016: leichtraumlichtschwer, Kunstmuseum Singen
- 2017: Stand der Dinge, Künstlerbund Baden-Württemberg zu Gast in der Städtischen Galerie Bietigheim-Bissingen
- 2018: Galerie Anette Müller, Düsseldorf

## Preise und Auszeichnungen
- 2000: Werkstattpreis der Kunststiftung Erich Hauser, Rottweil
- 2004: Stipendium des Else-Heiliger-Fonds, Konrad-Adenauer-Stiftung, Berlin
- 2011: Jurypreis für Skulptur, Lebens Art Stiftung, Köln
- 2015: Stadtkünstler Spaichingen